# Покровка (Нижнеомский район)
Покровка — деревня в Нижнеомском районе Омской области. Входит в состав Ситниковского сельского поселения.

## История
Основана в 1893 г. В 1928 г. поселок Покровский состоял из 60 хозяйств, основное население — белоруссы. Центр Покровского сельсовета Большереченского района Тарского округа Сибирского края.

## Население
| 1926 | 2010 |
| ---- | ---- |
| 371  | ↘235 |